# نصیرآباد (زرندیه)
نصیرآباد روستایی در بخش مرکزی شهرستان زرندیه در استان مرکزی ایران است.

## جغرافیا
موقعیت
نصیرآباد روستایی در بخش مرکزی شهرستان زرندیه واقع در دهستان حکیم آباد، از شمال با روستای قاسم‌آباد از جنوب به زمین‌های بایر آخوند آباد و شاخه شمالی رود سه رود زرندیه از غرب با مزرعه اسدآباد و از شرق با روستای تقلید آباد محدود می‌شود. در ۸ کیلومتری مرکز شهرستان زرندیه و در شمال آن قرار گرفته‌است.
راه ارتباطی
از طریق جاده آسفالته قاسم‌آباد به جاده قدیم تهران ساوه می‌پیوندد و راه‌های ارتباطی دیگر با روستایی تقلید آباد و مزرعه اسدآباد دارد.

## جمعیت
این روستا در دهستان حکیم‌آباد قرار دارد و براساس سرشماری مرکز آمار ایران در سال ۱۳۸۵، جمعیت آن ۴۶۳ نفر (۱۱۷ خانوار) است.